# RSN Warszewo
RSN Warszewo – maszt o wysokości 114 metrów, zbudowany w 1949 roku.

## Parametry
- Wysokość posadowienia podpory anteny: 107 m n.p.m.
- Wysokość zawieszenia systemów antenowych: Radio: 90, 95, 98, 102, 108, 112, 114, TV: 37, 75 m n.p.t.

## Nadawane programy

### Programy telewizyjne już nie nadawane
Kanały telewizji analogowej wyłączone 19 marca 2013 roku.
| LP | Program | Nazwa kontrahenta  | Częstotliwość | Kanał | Moc transmisji |
| -- | ------- | ------------------ | ------------- | ----- | -------------- |
| 1  | TV4     | Polskie Media S.A. | 183,25 MHz    | 7     | 0,50 kW        |

### Programy radiowe
| LP | Program                              | Właściciel                                                               | Częstotliwość | Moc transmisji |
| -- | ------------------------------------ | ------------------------------------------------------------------------ | ------------- | -------------- |
| 1  | Program IV Polskie Radio 24          | Polskie Radio S.A.                                                       | 88,40 MHz     | 1 kW           |
| 2  | Radio Złote Przeboje na Fali 89,8 FM | Grupa Radiowa Agory                                                      | 89,80 MHz     | 1 kW           |
| 3  | Radio Eska2                          | International Communication Sp. z o.o.                                   | 93,20 MHz     | 2 kW           |
| 4  | Polskie Radio Szczecin               | Polskie Radio - Regionalna Rozgłośnia w Szczecinie "Radio Szczecin" S.A. | 94,40 MHz     | 0,50 kW        |
| 5  | VOX FM                               | Grupa Radiowa Time                                                       | 95,70 MHz     | 1 kW           |
| 6  | Polskie Radio Program II             | Polskie Radio S.A.                                                       | 96,30 MHz     | 1 kW           |
| 7  | Radio ESKA Szczecin                  | "Radio Plama" Sp. z o.o.                                                 | 96,90 MHz     | 1 kW           |
| 8  | Radio Wnet                           | Radio Wnet Sp. z o.o.                                                    | 98,90 MHz     | 0,10 kW        |
| 9  | Tok FM                               | INFORADIO Sp. z o.o.                                                     | 99,30 MHz     | 0,10 kW        |
| 10 | Radio Maryja                         | Prowincja Warszawska Zgromadzenia O.O. Redemptorystów                    | 101,60 MHz    | 1 kW           |
| 11 | Antyradio                            | Radiostacja sp. z o.o.                                                   | 104,90 MHz    | 0,16 kW        |

### Programy telewizyjne - cyfrowe
| Skład multipleksu | Częstotliwość | Kanał | Moc promieniowana nadajnika | Polaryzacja | Kompresja wizji |
| --- | ------------- | ----- | --------------------------- | ----------- | --------------- |
| MUX 3 - TVP1 HD - TVP2 HD - TVP 3 Szczecin HD - TVP ABC HD - TVP Kultura HD - TVP Historia HD - TVP Sport HD - TVP Info HD | 690,00 MHz    | 48    | 14 kW                       | pozioma     | HEVC            |